# تهران در جستجوی زیبایی
تهران : سیم آخر  فیلمی به کارگردانی مهدی کرم پور و نویسندگی کرم پور و خسرو نقیبی محصول سال ۱۳۸۷ است.

## بازیگران
- رعنا آزادی ور
- طناز طباطبایی
- برزو ارجمند
- فرهاد قائمیان
- سروش صحت
- مجید جوزانی
- رضا یزدانی
- محمد باغبانی